# JPタワー名古屋

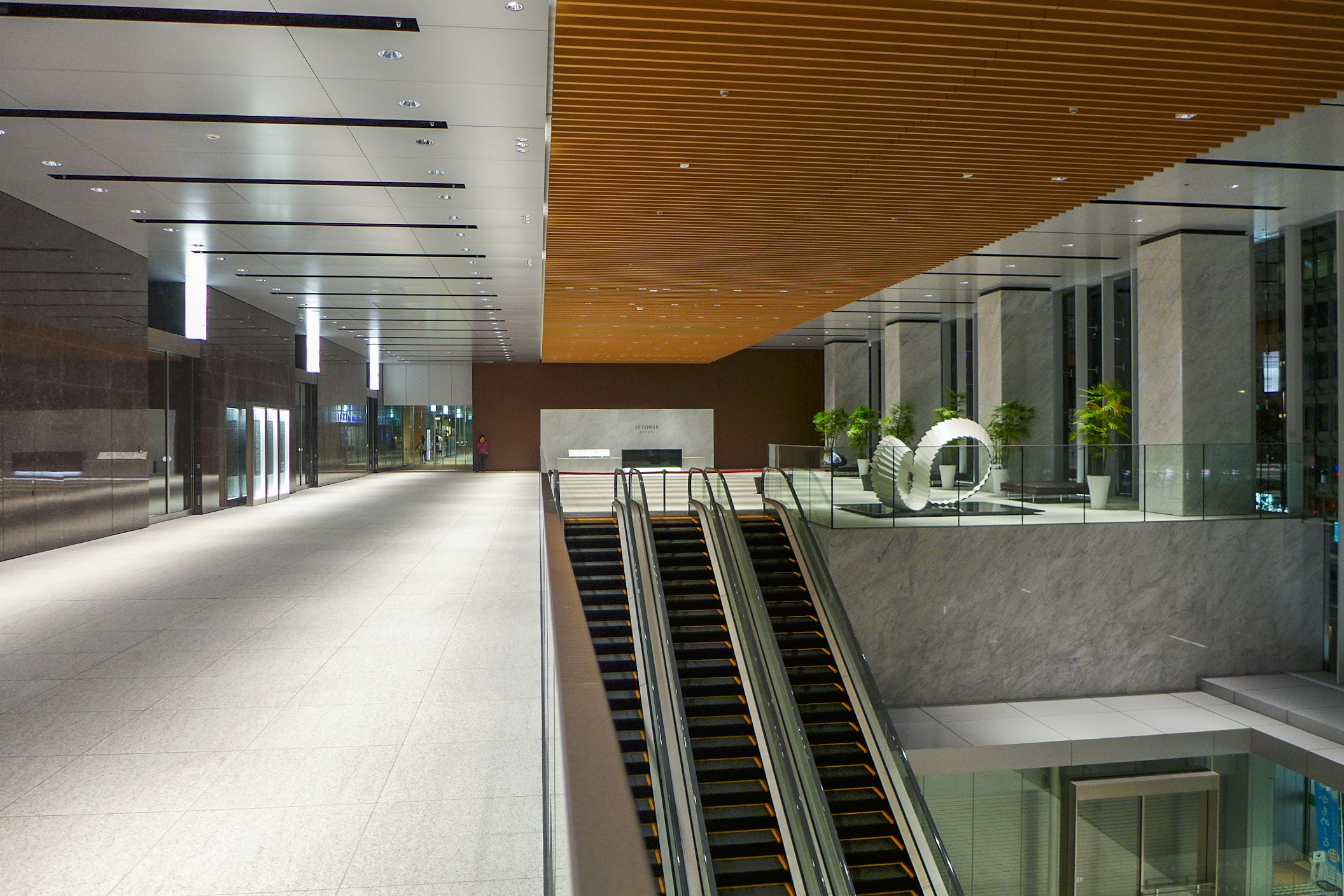
フロントオフィス（2017年6月）

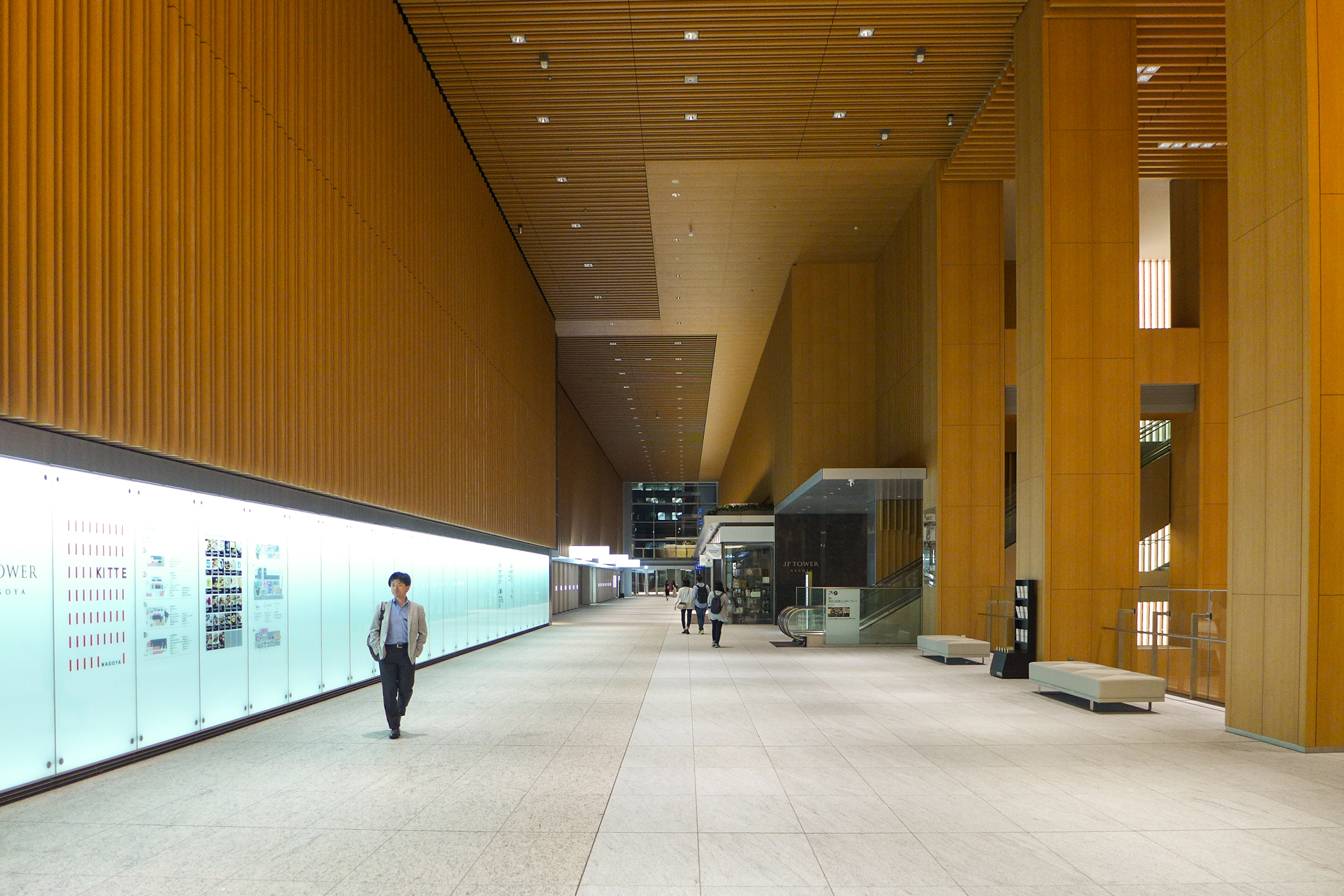
アクセス（2017年6月）

JPタワー名古屋（ジェイピータワーなごや）は、愛知県名古屋市中村区名駅一丁目（名古屋駅前）にある超高層ビル。高さは195.74メートルで愛知県で5番目に高い超高層ビル。

## 概要
日本郵便と名工建設の共同事業「名駅一丁目計画（仮称）」により、旧名古屋中央郵便局名古屋駅前分室跡地に建設された超高層ビルである。東海旅客鉄道（JR東海）名古屋駅の北東、JRゲートタワー（2017年4月開業）に隣接する。
2013年12月20日に建物の名称が「JPタワー名古屋」に決定した。
JPタワー名古屋は、高さ195.74メートル、地上40階・地下3階・塔屋1階のオフィス棟と、地上11階・地下1階・塔屋2階の駐車場棟から構成される。2013年7月新築工事着工、2015年11月11日竣工。2017年4月1日に全面開業した。
2015年5月14日に、地下1階から地上3階の低層階に入居する商業施設の名称が「KITTE名古屋」となることが発表され、2016年6月17日に開業した。
竣工前日の2015年11月10日には内部の様子を公開。竣工日の11月11日には同ビル39階で、日本郵便代表取締役社長・髙橋亨（当時）出席の下、関係者約350名による竣工披露パーティーが開催された。
竣工後は名古屋中央郵便局（名古屋中央郵便局名古屋駅前分室から改称）と名古屋西郵便局（名古屋中央郵便局から改称）JPタワー名古屋内分室、ゆうちょ銀行名古屋中央店（ゆうちょ銀行名古屋駅前店から改称）が1階に入居することになり、2015年12月7日から営業を開始した。

## 建物

### 建物一覧
- 所在地 - 愛知県名古屋市中村区名駅一丁目1番1号
- 構造
  - 地上部 - 鉄骨造、柱CFT造（一部鉄骨造）、制振構造
  - 地下部 - 鉄骨鉄筋コンクリート造（一部鉄筋コンクリート造）
- 階数 - 地上40階・地下3階・塔屋1階（オフィス棟）、地上11階・地下1階・塔屋2階（駐車場棟）
- 建物高さ - 195.74メートル[2]
- 敷地面積 - 1万2177.50平方メートル
- 延床面積 - 18万173.14平方メートル（5万4502.37坪）
- 建築主 - 日本郵便株式会社・名工建設株式会社
- 建築設計 - 株式会社日本設計
- 構造設計 - 株式会社日本設計、株式会社竹中工務店名古屋一級建築士事務所
- 施工者 - 株式会社竹中工務店
- 着工 - 2013年7月
- 竣工 - 2015年11月11日
- グランドオープン - 2017年4月1日

### 建物概説
高層棟は粘性体制振壁や鋼材ダンパー等の制振装置を各階に設置して耐震性能を確保しているほか、竹中工務店、独立行政法人（現・国立研究開発法人）物質・材料研究機構、淡路マテリアと共同開発した、Fe-Mn-Si系新合金を用いたビル用制振ダンパー（最大荷重4000キロニュートン）を高層棟の低層階（1階 - 4階）部分に16基配置して、長周期・長時間地震動対策を施している。
2018年度には隣接するJRゲートタワーとともに、日本建設業連合会が主催する第59回BCS賞を受賞した。

## アクセス
JR名古屋駅（JRセントラルタワーズ）から歩行者用通路の「貫通通路」でJRゲートタワーを経由して2階のオフィスエントランスに直結しており、同駅から徒歩1分、名古屋市営地下鉄東山線・桜通線名古屋駅から徒歩1分と交通利便性が非常に高い立地である。

## フロア構成

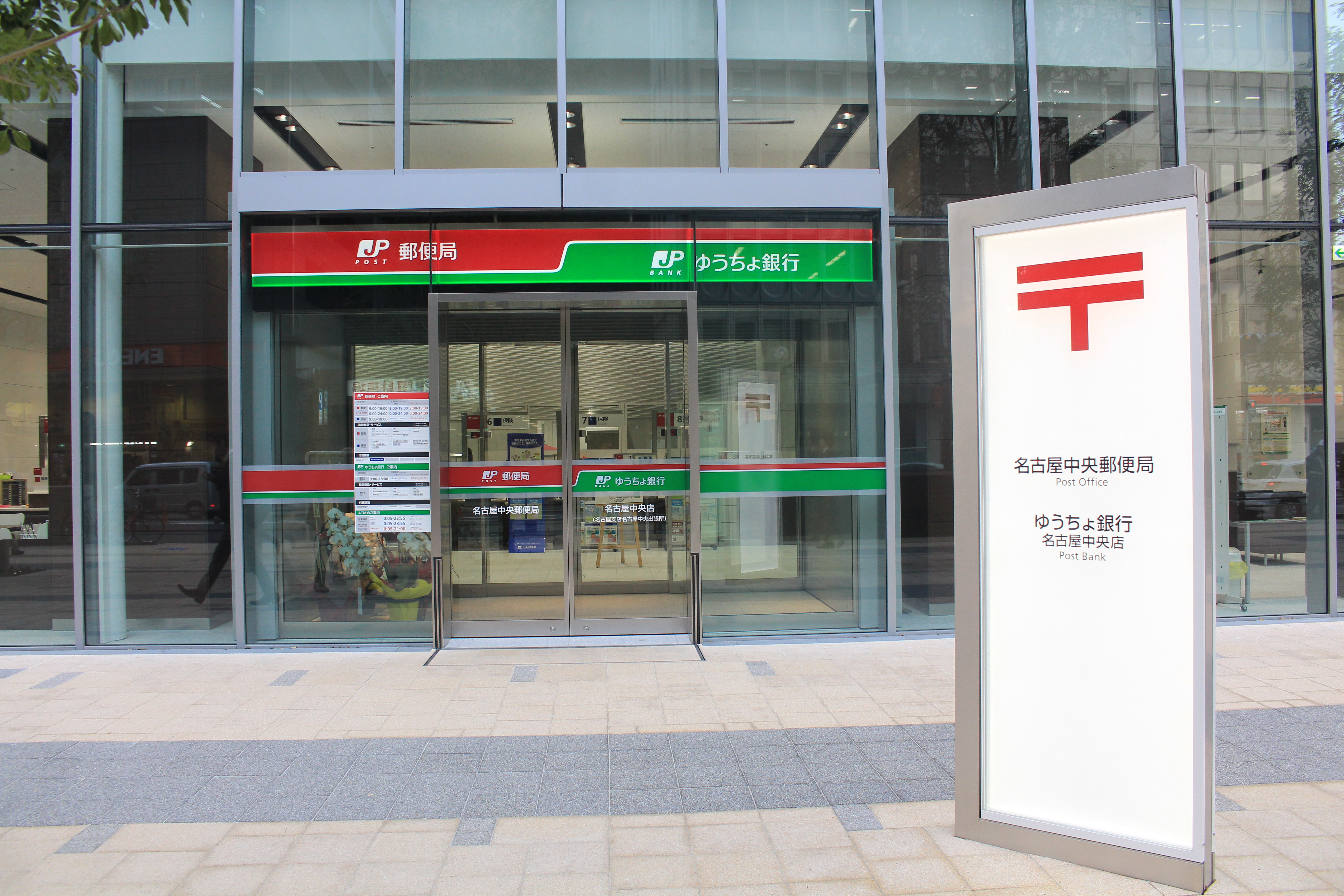
JPタワー名古屋の1階に開業した名古屋中央郵便局とゆうちょ銀行名古屋中央店（2015年12月）

### オフィス棟
- 5 - 39階：オフィスフロア
- 3階：JPタワー名古屋 ホール&カンファレンス
- 1階：名古屋中央郵便局、名古屋西郵便局JPタワー名古屋内分室、ゆうちょ銀行名古屋中央店
- B1 - 3階：商業施設「KITTE（キッテ）名古屋」

### 駐車場棟
- 2 - 10階：駐車場
- 1階：バスターミナル
- B1階：駐輪場

### フロア概説
オフィス棟は東西約39メートル、南北約94メートル、西側に共用部を設けたコの字形平面で、基準階貸室面積2304.20平方メートル（697.02坪）、ビル全体の就業者数は8千人を見込んでいる。

## 主な入居企業
- アサツー ディ・ケイ（中部支社、2016年2月入居[18]）
- パートナーエージェント名古屋（7階）
- エイジェックグループ（7階）
- アール・オー・エス - アール・オー・エス中部（7階）
- フィールドプランニング（7階）
- 日本郵便東海支社（9階）
- ゆうちょ銀行（東海エリア本部、9階）
- 三幸（12階）
- キャブ（12階）
- スタッフブリッジ（12階）
- TBS[19]（名古屋支局、12階）
- オフィスサポートフロア Seaso（13階）
- 日本商業開発（14階）
- サムティ（14階）
- 伊藤忠ケミカルフロンティア（14階）
- ぐるなび（名古屋営業所、2016年6月13日入居、15階）
- 不動産SHOPナカジツ 名古屋（26階）
- ADK中部・ADKアーツ（15階）
- 住友理工（グローバル本社、16・17階、2016年1月4日入居[20]）登記上の本店は小牧市
- JERA西日本支社（18階）
- シェアリングテクノロジー（本社、19階）
- 住宅相談センター（21階）
- ビズリーチ（BizReach）（22階）
- ソフトバンク・テクノロジー（名古屋オフィス、2016年9月入居[21]、22階）
- アクテリオン（アクテリオン ファーマシューティカルズ）（名古屋支店、22階）
- ダッソー・システムズ （22階）
- セプテーニ（23階）
- 全国健康保険協会（協会けんぽ）愛知県支部（23階）
- 中広（24階）
- ウイングアーク1st（24階）
- SHG（サティス・ホールディングス・グループ）（24階）
- シネロン・キャンデラ（24階）
- トラストテック（24階）
- アイカ工業（本社、26階）
- ネオ・コーポレーション（29階）
- 共同印刷（30階）
- フロンティア（30階）
- プルデンシャル生命保険（30・31階）
- トヨタシステムズ（本社、32階）登記上の本店は東区
- 名南経営　相続パートナーズ（33・34階）
- 阪和興業（35階）
- 柴田工業（36階）
- コクヨマーケティング（名古屋オフィス、36階）
- トーマツ・デロイトトーマツコンサルティング（名古屋オフィス、37階）
- Sky（39階）

## KITTE名古屋
KITTE名古屋（キッテなごや）は、日本郵便の運営する商業施設。東京駅前のKITTE（JPタワー）、博多駅前のKITTE博多に続くKITTEブランドの3号店として2016年6月17日に開業。
JPタワー名古屋の地下1階から3階に、名古屋中央郵便局やゆうちょ銀行名古屋中央店のほか、全面開業時にオープンした6店舗を含む全36店舗が出店している。
このほか館内には、祐成政徳作「GOLD FISH」や挾土秀平作「左官壁」など様々なアート作品が展示されている。
2017年5月13日には、当施設を舞台とした中京テレビとのコラボドラマ『名駅1丁目1番1号 〜人と、幸せを、つなぐ場所。〜』が放送された。

## 地下鉄名古屋駅浸水事故
当ビル建設中の2014年9月25日未明、工事現場内において元の管を撤去し迂回処置の上封鎖していた下水管が、雨のため封鎖処置が破損し漏水。隣接する名古屋市営地下鉄東山線名古屋駅構内へと大量の漏水が流れ込み、ホームや線路など駅施設が浸水した。これにより同日5時半の始発時から14時半過ぎまでの約9時間の間、名古屋駅を含む同線岩塚 - 池下間が区間運休を余儀なくされ、約15万人に影響が出る事態となった。
施工社の竹中工務店は事故の責任を認め、損害額約2億5千万円を賠償金として名古屋市に支払うことに合意した。

## 関連画像

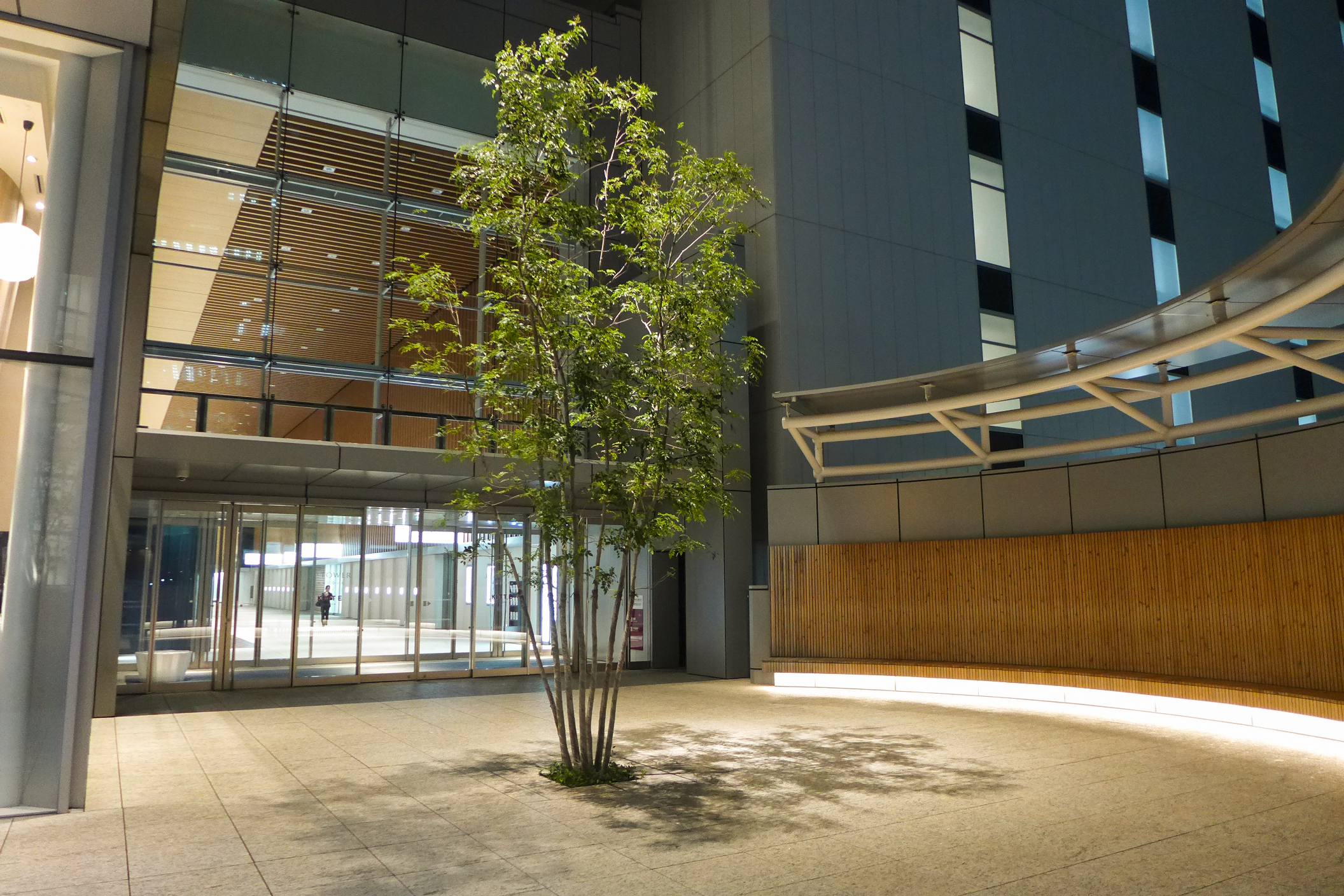
中庭（2017年6月）
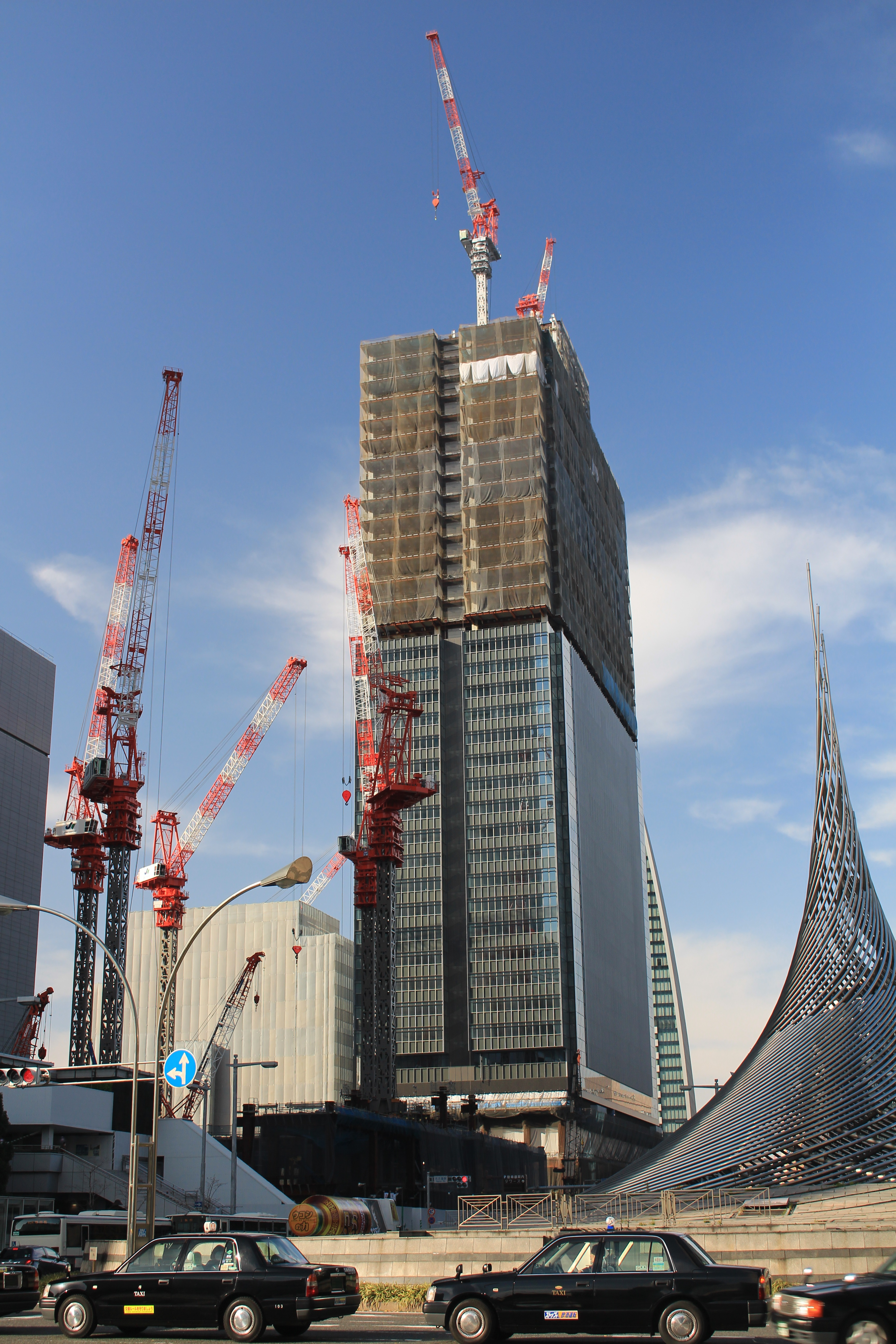
建設中のJPタワー名古屋（2014年12月）
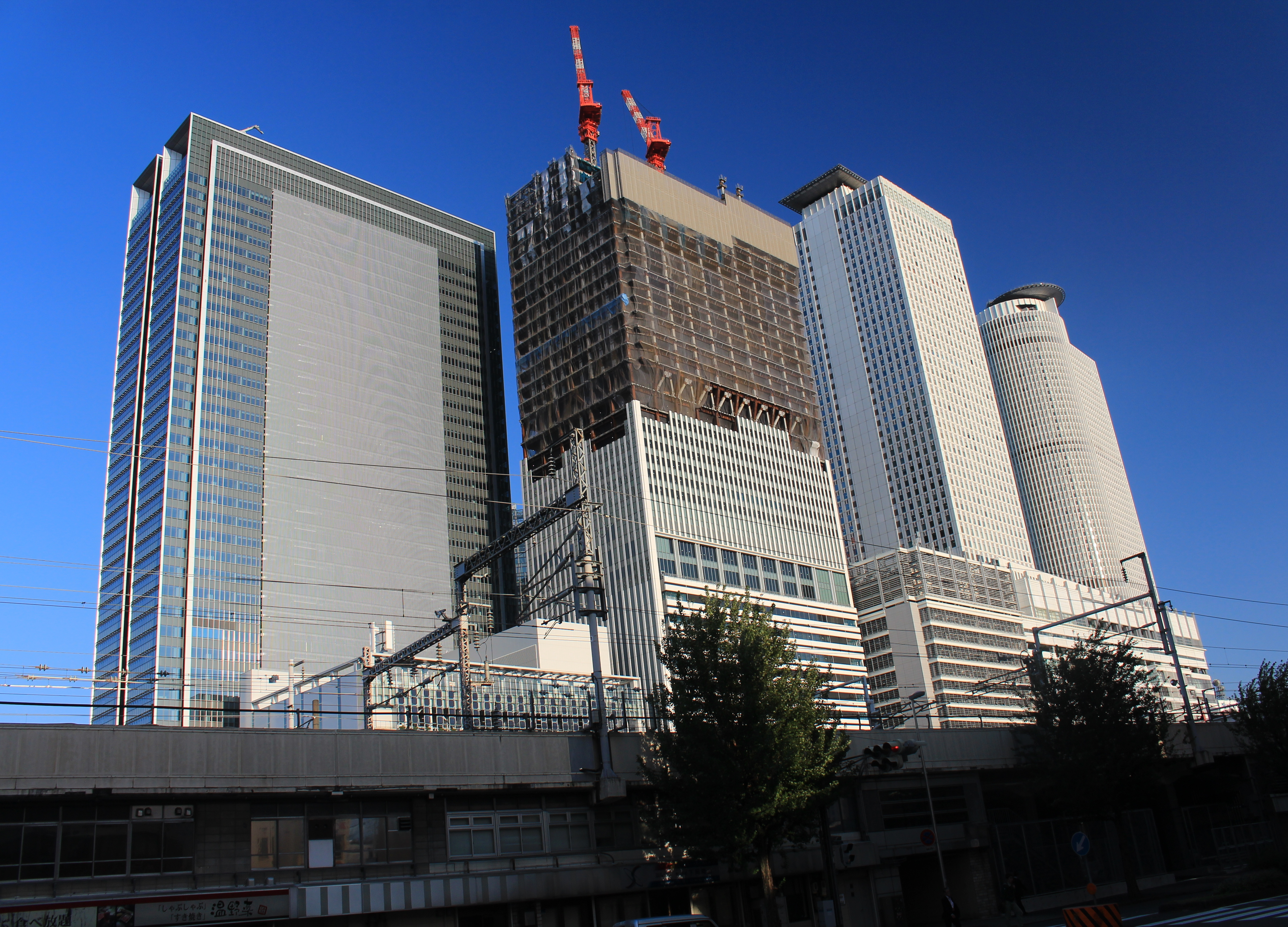
名駅西側から望むJPタワー名古屋、JRゲートタワーとJRセントラルタワーズの超高層ビル群（2015年10月）